# アストラハン州

アストラハン州
ロシア語: Астраханская область

アストラハン州（アストラハンしゅう、アストラハニ州とも；ロシア語:Астраханская областьアーストラハンスカヤ・オーブラスチ、Astrahan Oblast）は、ロシア連邦を構成する州（オーブラスチ）のひとつ。北カフカースに位置し、南部連邦管区に属する。

## 地理
東にカザフスタンと接し、西にカルムイク共和国、北にヴォルゴグラード州と接する。カスピ海北部、カスピ海沿岸低地に位置し、海面下である。カスピ海に注ぐヴォルガ川の河口付近は「ヴォルガ・デルタ」（三角州）になっている。カルムイク・ステップとキルギス・ステップを擁す。
ヴォルガ・デルタ一帯は1976年にラムサール条約登録地となり、1984年にユネスコの生物圏保護区に指定された。

## 歴史
1630年にドルベン（ドルベン・オイラト、瓦剌）のひとつトルグート部の指導者ホー・ウルロク太師にカルムイク人が率いられてヴォルガ河畔（ノガイ・オルダ）へ移住しカルムイク・ハン国（1630年 - 1771年）が成立。1670年、ステンカ・ラージンの率いた軍勢にカルムイク人も参加し、アストラハンが占領され、ロシア政府に対する抵抗の拠点となった。
18世紀に入ると、ピョートル1世がアストラハンに造船所を建設。1704年には、ピョートル1世が導入した新税に反発して反政府の蜂起が発生し、当時の地方長官が処刑される事件が起こったが、軍によって鎮圧された。1717年11月2日にロシア帝国がアストラハン県を設置。1719年11月23日に、クリミア・ハン国や東方のタタール（ジュンガル）との緩衝地帯形成を目的とする、ロシア皇帝ピョートル大帝の命令で人口希薄なヴォルガ川沿岸の空白地の耕作へドイツ人の移民誘致が始まり、ロシア人やウクライナ人、ドイツ系（ヴォルガ・ドイツ人）の移住者に圧迫されて、カルムイク人は荒地に押しやられた。
1755年から1759年にかけて、清の乾隆帝がジュンガル・ホンタイジ国を征服し、清・ジュンガル戦争が終結。疫病（天然痘）の蔓延でカルムイク人の父祖の地が空き地になる。1771年、ヴォルガ・カルムイク人の指導者ウバシは、父祖の地である東トルキスタンのイリ地方への帰還を決定した。
ところがその年は暖冬で、ヴォルガ川が凍結しなかったためヴォルガ西岸にいた半数は取り残されることになった。この取り残された人々がカルムイク共和国のカルムイク人の祖先である。このときみすみすカルムイク人たちを逃がしたロシア政府の辺境守備での無能振りと権威の失墜（ウラル・コサックの蜂起 (1772年)）が、2年後の1773年にドン・コサックが蜂起したプガチョフの大乱を招くきっかけとなった。
1957年、現在の領域が確定。

## 主な都市

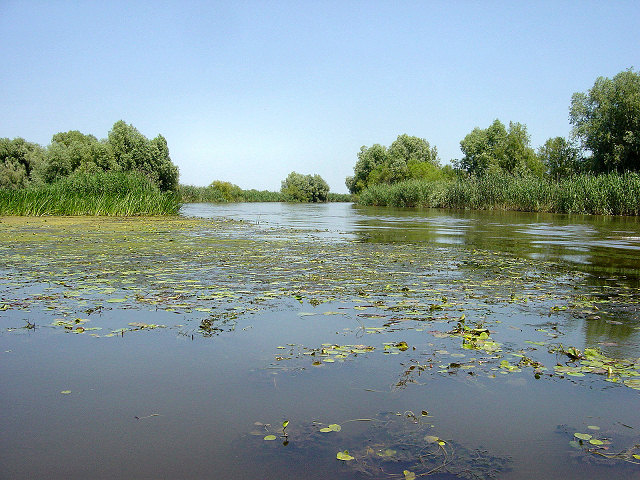
ヴォルガ・デルタ

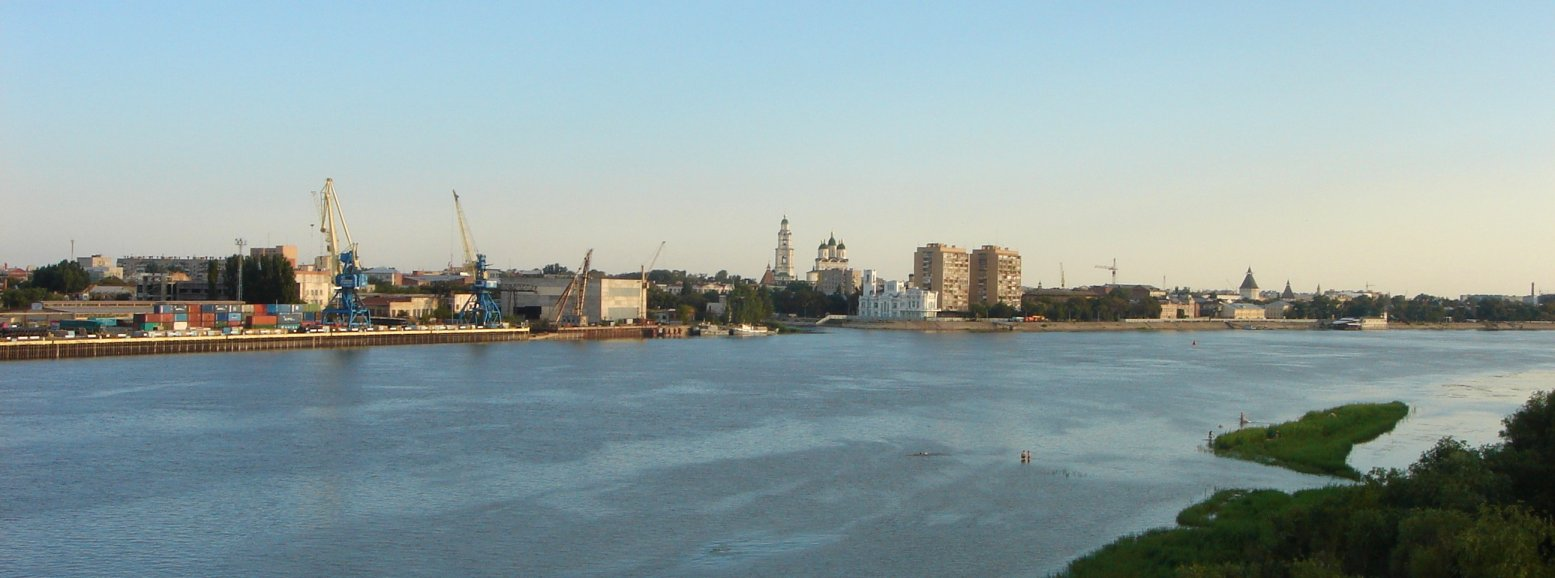
アストラハン港

- アストラハン：州都
- アフトゥビンスク
- ズナメンスク

## 標準時
アストラハン州は、サマラ時間帯の標準時を使用している。時差はUTC+4時間で、夏時間はない。（以前はモスクワ時間を使用していて、2011年3月までは、標準時がUTC+3で夏時間がUTC+4、同年3月から2014年10月までは通年UTC+4、2016年3月までは通年UTC+3であった）